# Mike Reiss
Michael "Mike" Reiss (nascido em 15 de setembro de 1959) é um escritor de comédia de TV americana. Serviu como corredor, escritor e produtor da série de animação The Simpsons e co-criou a série de animação The Critic. Ele criou e escreveu o desenho animado online Queer Duck e também trabalhou em roteiros que incluem: Ice Age: Dawn of the Dinosaurs, Horton Hears a Who!, The Simpsons Movie e My Life in Ruins!.

## Início de vida
Ele nasceu em uma família judia, em Bristol, Connecticut. Ele era o filho do meio de cinco filhos, e seu pai era um médico. [1] Mike Reiss participaram Memorial Boulevard Public School, Thomas Patterson Bristol School e High School Eastern e afirmou que se sentia como um "intruso" nestes lugares. Reiss, em seguida, foi para Harvard University, onde tornou-se co-presidente da Harvard Lampoon, juntamente com Jon Vitti. Foi lá que ele conheceu Al Jean.